# Beirut (film)
Beirut è un film del 2018 diretto da Brad Anderson.

## Trama
Anni '70. Mason Skiles lavora come diplomatico statunitense a Beirut, dove vive insieme alla moglie Nadia e a Karim, un ragazzo orfano di cui ha deciso di prendersi cura. Poco dopo aver ricevuto dall'amico e collega Cal Riley la notizia che il fratello di Karim è collegato all'attentato di Monaco di Baviera, Mason rimane coinvolto in un attacco, durante il quale il ragazzo viene rapito e la moglie perde la vita. Dieci anni dopo, nel New England, Mason è un uomo diverso; che tenta di elaborare il lutto ed è alcolizzato. L'uomo viene contattato da alcuni esponenti governativi, fra cui l'agente della CIA Sandy Crowder, che lo rivogliono in una Beirut devastata dalla guerra civile per negoziare il rilascio del vecchio amico e agente segreto Cal, rapito da alcuni malavitosi responsabili della morte della sua famiglia.

## Produzione
La sceneggiatura è stata scritta nel 1991, ma solo dopo il successo di Argo il progetto ha trovato dei finanziatori.
Inizialmente il film era intitolato High Wire Act.
Le riprese del film sono iniziate nel giugno 2016 a Tangeri.

## Promozione
Il primo trailer del film viene diffuso l'11 gennaio 2018.

## Distribuzione
Il film è stato presentato al Sundance Film Festival 2018 il 22 gennaio.
La pellicola è stata distribuita nelle sale cinematografiche statunitensi a partire dal 13 aprile 2018, mentre in Italia è disponibile sulla piattaforma Netflix dal 15 giugno dello stesso anno.

### Divieti
Negli Stati Uniti il film è stato vietato ai minori di 17 anni non accompagnati da adulti per la presenza di "linguaggio scurrile, violenza e nudità".